# 虛擬聯合目錄
虛擬聯合目錄又稱為分散式聯合目錄並不是建置一個真實的聯合目錄系統，而是透過虛擬目錄的運作，將各圖書館的館藏書目資料庫結合。使用者利用此界面，輸入一次的檢索指令，即可同時查詢多個圖書館的書目資訊。它實際上已具備聯合目錄的功能。
目前大部分的圖書館都提供Web介面的館藏書目查詢系統（WebPAC），讓讀者可透過瀏覽器來查詢書目，虛擬聯合目錄系統的目的為整合各圖書館的WebPAC系統。它並未在伺服器建立實際索引檔，當使用者使用此界面查詢時，系統會自動將讀者輸入的查詢詞彙轉送至各圖書館的WebPAC系統，再將檢索結果收集起來，顯示在讀者執行查詢的終端機畫面。
許多虛擬聯合目錄的實現，都是依靠Z39.50通訊協定。Z39.50定義客戶端（Client）與伺服端（Server）間資訊庫查詢與檢索的服務及語法，以便能以一套標準方式存取各種異質資源。